# Нутрия
Ну́трия (от исп. nutria<lutria, «нутрия», букв. «выдра»), или кои́пу, или боло́тный бобр (лат. Myocastor coypus) — млекопитающее отряда грызунов, включаемое в трибу Myocastorini семейства щетинистых крыс (Echimyidae). Традиционно нутрия выделялась в собственное семейство нутриевых (Myocastoridae), но обоснованность такой классификации опровергается молекулярно-генетическими исследованиями.
Родовое название Myocastor происходит от др.-греч. μυο- +κάστωρ «мышебобр». Видовое название coypus — от исп. coipú < мап. koypu «нутрия».

## Внешний вид

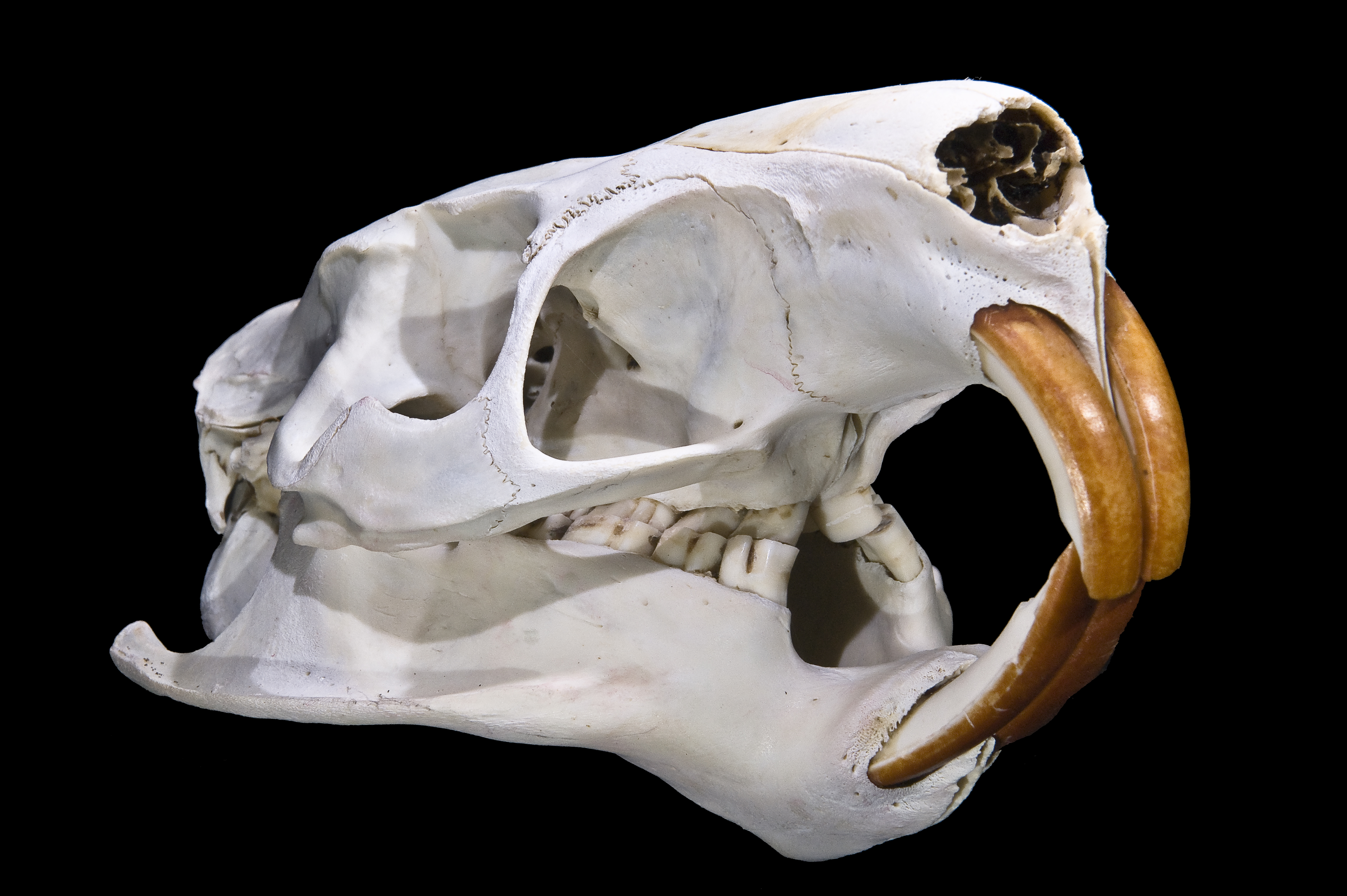
Череп нутрии

Внешне нутрия напоминает большую крысу. Длина её тела составляет до 60 см, хвоста — до 45 см, весит нутрия 5—12 кг. Самцы крупнее самок.
Телосложение у нутрии тяжёлое; голова массивная, с непропорционально маленькими глазами и ушами. Конечности относительно короткие. Морда тупая, с длинными вибриссами. Резцы ярко-оранжевого цвета.
Строение тела имеет ряд анатомических особенностей, связанных с полуводным образом жизни. Например, носовые отверстия у нутрии снабжены запирательными мышцами и могут плотно закрываться. Губы разделены впереди и плотно смыкаются позади резцов, что позволяет нутрии отгрызать растения под водой, не пропуская при этом воду в ротовую полость. Между пальцами задних конечностей (кроме наружного) имеются перепонки. Хвост в сечении округлый, почти лишён волос и покрыт чешуйчатой кожей; при плавании он служит рулём. Молочные железы и соски (4-5 пар) расположены у самок высоко на боках, что позволяет детёнышам кормиться, находясь в воде.
Мех у нутрии водонепроницаемый, состоит из длинной грубой ости и густого извитого подшёрстка коричневатого цвета. На боках мех светлее, с жёлтым оттенком. На брюшке и на боках он гуще, чем на спине, что способствует лучшему сохранению тепла в нижней части тела. Взрослые нутрии меняют шерсть постепенно в течение года; в середине лета (июль — август) и зимой (ноябрь — март) этот процесс замедляется. Лучшее опушение у нутрий с ноября до марта.

## Распространение
Естественный ареал нутрии ограничен южной половиной Южной Америки от Боливии и южной Бразилии до Огненной Земли. 
Чарлз Дарвин упоминает об этом животном в книге «Путешествие на «Бигле», описывая в гл. XIII острова Чилоэ и Чонос (Чили). Он отмечает, что на бедных фауной разбросанных островках архипелага Чонос «из четвероногих часто встречаются два водных животных», и об одном из них — грызуне, известном ныне как нутрия (Myocastor coypus), — пишет: 
«Myopotamus coypus (похожий на бобра, только с круглым хвостом)» хорошо известен своим прекрасным мехом, который служит предметом торговли по всему бассейну Ла-Платы. Здесь, впрочем, он водится исключительно в солёной воде».
В дальнейшем нутрия была акклиматизирована во многих странах Европы и Северной Америки; в Африке не прижилась. В СССР акклиматизация нутрии удалась в Закавказье, Киргизии и Таджикистане. Ареал расширяется или уменьшается в зависимости от тёплой или холодной зимы. В некоторых случаях морозные зимы приводили к полному исчезновению нутрии, например, в Скандинавии и северных штатах США в 1980-е годы.
Известно 4 подвида нутрии, один из которых, Myocastor coypus bonariensis, живущий в субтропиках, акклиматизирован во многих странах мира. Акклиматизация удалась в Закавказье в районе Ленкорани, в бассейне нижней части Куры в Грузии, а также в южном Таджикистане.

## Образ жизни и питание
Средняя продолжительность жизни нутрий — 6—8 лет.

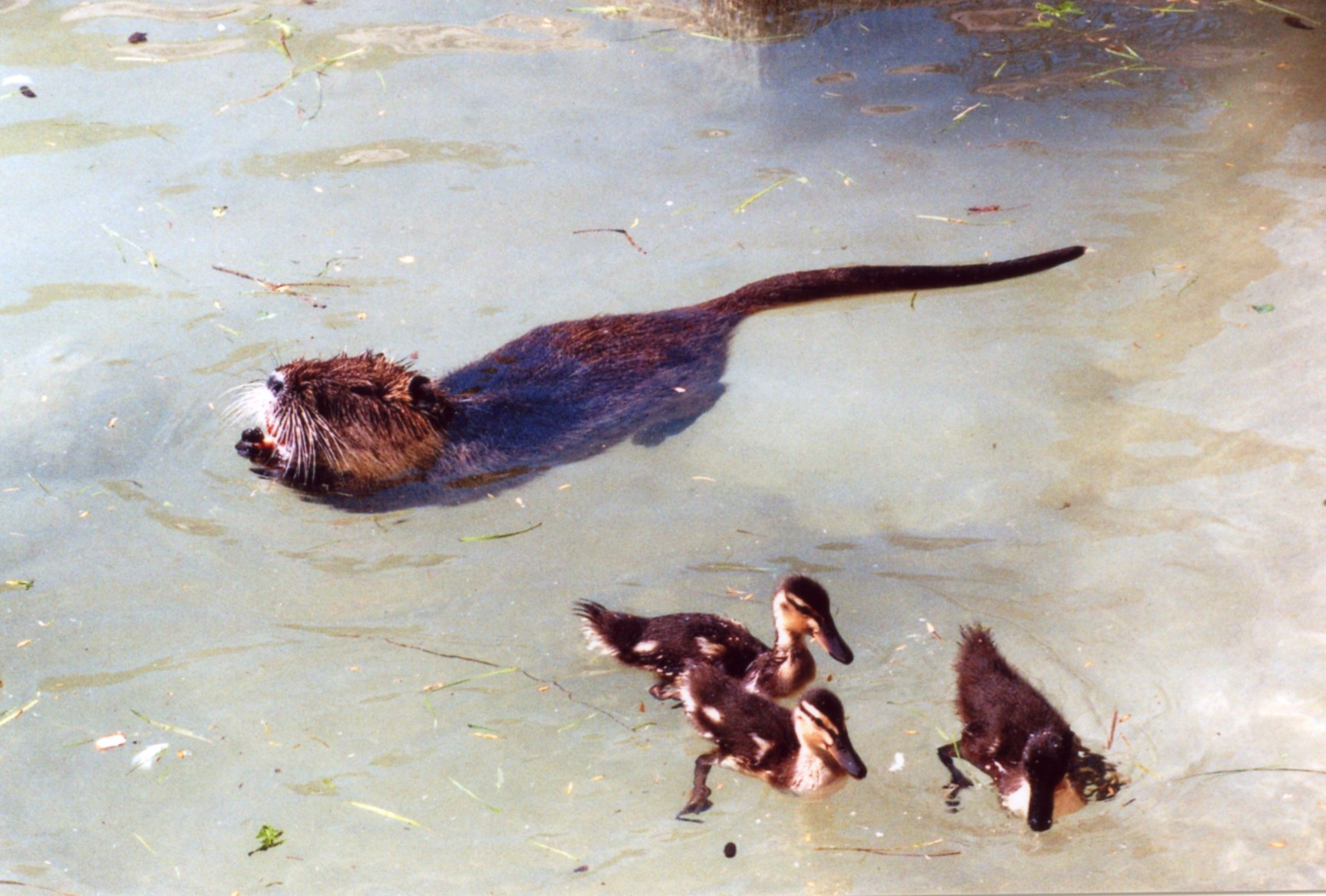
Плавающая нутрия

Нутрия ведёт полуводный образ жизни. Излюбленные места обитания — водоёмы со слабо проточной или стоячей водой: заболоченные берега рек, тростниково-рогозовые озёра и ольхово-осоковые болота с богатой водной и прибрежной растительностью. Сплошных лесов избегает, в горы (Анды) не поднимается выше 1200 м над уровнем моря. На архипелаге Чонос (Чили) живёт по берегам солёных и солоноватых водоёмов. Нутрия способна переносить морозы до −35 °C, но к жизни в холодном климате в целом не приспособлена.
В природных условиях активна в основном ночью. Питается корневищами, стеблями и листьями тростника и рогоза. Дополнительный корм составляют камыш, водяной орех, кувшинки, рдесты. Животные корма (пиявок, моллюсков) поедает редко, при недостатке растительных.
Нутрия ведёт полукочевой образ жизни, оставаясь на месте при наличии корма и убежищ. Отдыхает и выводит потомство в открытых гнёздах, устраиваемых на кочках и в густых зарослях из согнутых стеблей тростника и рогоза. В крутых берегах роет норы — от простых туннелей до сложных систем ходов. Убежище нутрии также можно найти по тропинкам, которые зверёк вытаптывает в окружающей растительности. Живут нутрии группами из 2—13 особей, состоящими из взрослых самок, их потомства и самца. Молодые самцы обычно живут поодиночке.
Нутрия отлично плавает и ныряет. Под водой может находиться до 10 минут. К обитанию в замерзающих водоёмах не приспособлена — не строит надёжного убежища от холода и хищников, не запасает на зиму кормов, как это делают бобр, ондатра и другие северные полуводные грызуны. Плохо ориентируется подо льдом — нырнув в прорубь, обычно не находит обратного выхода и погибает.
Несмотря на кажущуюся неповоротливость, животное довольно быстро бегает, делая при этом скачки, но быстро устаёт. Летом в жаркие дни менее подвижна и обычно скрывается в тени.
У нутрии хорошо развит слух — она настораживается даже при небольшом шорохе. Зрение и обоняние развиты хуже.

## Размножение
Нутрия полигамна, способна размножаться круглый год и достаточно плодовита. Если самцы постоянно активны и могут покрывать самку в любое время, то у самок активность проявляется периодически через 25-30 дней. Длительность эструса от 2 до 4 дней. От одной нутрии можно получить 2—3 помёта в год, обычно весной и летом. Беременность нутрии длится 127—132 дня. Детёныши и молодняк наиболее интенсивно растут до 5—6 месяцев. К 3—4 годам плодовитость нутрий снижается.

## Разведение нутрий
Первые фермы по разведению нутрий были основаны в конце XIX — начале XX века в Аргентине; позднее их завезли в США, Европу и Азию. В СССР нутрии появились в 1930—1932 годах, и с 1930 по 1963 год в южных районах Советского Союза было выпущено 6270 зверьков. Продолжительность жизни нутрии в неволе 8—10 лет.

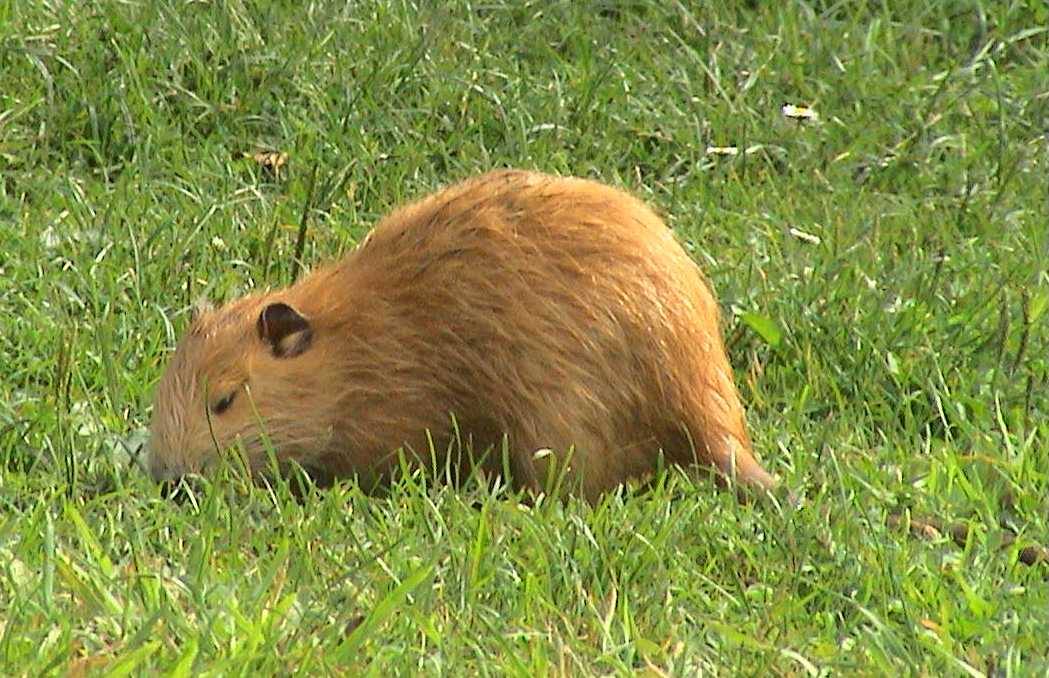
Нутрия-альбинос

### Меховая индустрия
Мех нутрии с удалённой остью высоко ценится. Нутрия является объектом промысла и разведения в звероводческих хозяйствах и на фермах. Содержат группами, главным образом в клетках, которые состоят из домика с удлинённым выгулом и бассейна с водой. Применяют также полувольное (в вольерах) и вольное содержание. Звероводческие хозяйства разводят нутрий не только стандартной коричневой окраски, но и цветных — белых, чёрных, розовых, бежевых, золотистых и др. Забивают их на шкурку в 8—9 мес. 

### Пищевая промышленность
Нутрию также разводят ради мяса. Мясо нутрии съедобное, не жирное, перспективное для пищевой промышленности. Индекс атерогенности для данного вида мяса ниже, чем для говядины и баранины, сопоставим с куриным мясом. Минеральный состав выращенной на ферме нутрии делает ее хорошим источником железа, цинка и меди.
Стабильный рынок спроса на мясо нутрий сформировался только в Японии.

### Домашнее разведение

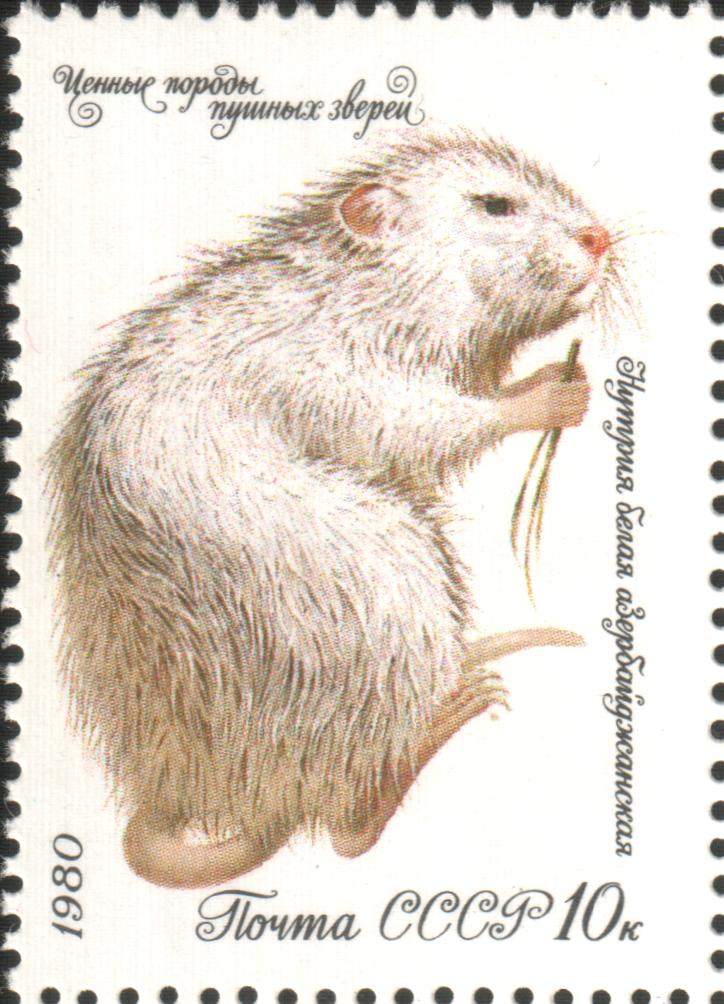
Нутрия белая на почтовой марке СССР, 1980 год

Нутрию возможно приручить и содержать в качестве домашнего животного.

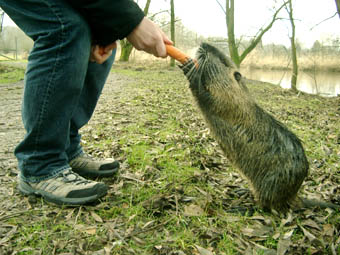
Нутрия и человек

## Вред
Тем не менее в ряде стран (США, Канада (Онтарио, Британская Колумбия)) дикие нутрии считаются животными-вредителями, уничтожающими водную растительность, причиняющими ущерб оросительным системам, дамбам и подрывающими речные берега. Согласно некоторым источникам, одной из причин выхода популяции нутрий из под контроля в США стало падение рынка меховых изделий в 1940-х годах. В итоге благодаря своей невероятной плодовитости и отсутствию лимитирующих факторов грызун нанес значительный вред прибрежной флоре, что было замечено в регионах разведения этих животных.

## Подвиды
- Myocastor coypus bonariensis Étienne Geoffroy Saint-Hilaire 1806
- Myocastor coypus coypus Molina 1782
- Myocastor coypus melanops Osgood 1943
- Myocastor coypus santacruzae Hollister 1914